# Petron(…)
Petron[…] war ein antiker römischer Toreut (Metallbildner), der in der zweiten Hälfte des 1. Jahrhunderts in Gallien oder Italien tätig war.
Petron[…] ist heute nur noch aufgrund eines nicht vollständigen Signaturstempels auf einer Bronzekasserolle bekannt. Diese wurde in Besançon, dem antiken Vesontio, in Frankreich gefunden. Heute befindet sich das Stück im Musée des Beaux-Arts et d’Archéologie de Besançon.

## Einzelbelege
1. ↑  Inventarnummer ?; Richard Petrovszky: Studien zu römischen Bronzegefäßen mit Meisterstempeln. Leidorf, Buch am Erlbach 1993, S. 286–287 Nr. P.05.01 Tafel 23; CIL 13, 10027,052.

| Personendaten    | Personendaten                              |
| ---------------- | ------------------------------------------ |
| NAME             | Petron(…)                                  |
| ALTERNATIVNAMEN  | Petron[…]                                  |
| KURZBESCHREIBUNG | antiker römischer Toreut                   |
| GEBURTSDATUM     | 1. Jahrhundert v. Chr. oder 1. Jahrhundert |
| STERBEDATUM      | 1. Jahrhundert oder 2. Jahrhundert         |